# Canan Dağdeviren
Canan Dağdeviren   (Istanbul, 4 de maig de 1985) és una acadèmica turca, física, científica de materials i professora associada a l'Institut Tecnològic de Massachusetts (MIT), on actualment ocupa la Càtedra de desenvolupament professional en arts dels nous mitjans i ciències.
Dağdeviren és la primera científica turca de la història de la Societat de Harvard a convertir-se en Junior Fellow de la Society of Fellows de la Universitat Harvard. Com a membre de la facultat, dirigeix el seu propi grup de recerca de descodificadors adaptables al MIT Media Lab.
El grup treballa a la intersecció de la ciència dels materials, l'enginyeria i l'enginyeria biomèdica. Creen sistemes electromecànics adaptables mecànicament que es poden integrar íntimament amb l'objecte d'interès objectiu per a la detecció, l'actuació i la recollida d'energia, entre altres aplicacions. Dağdeviren creu que la informació vital de la natura i del cos humà està «codificada» en diverses formes de patrons físics. La seva investigació se centra en la creació de descodificadors adaptables que puguin «descodificar» aquests patrons en senyals beneficioses i/o energia.

## Joventut
Canan Dağdeviren va néixer a Istanbul (Turquia) el 4 de maig de 1985. És la gran de tres germans i té dos germans petits. Canan va completar la seva educació primària a İzmit, on també va assistir a l'escola mitjana. Tanmateix, la seva família es va veure obligada a abandonar la ciutat després del terratrèmol d'İzmit de 1999, i va continuar els seus estudis secundaris a Adana.
Dağdeviren es va sentir atreta per l'exploració científica des de molt jove. En una entrevista a Discover Magazine, recorda estar fascinada per aixafar pedres juntes i produir espurnes, dient «M'ha encantat la idea que deformes aquest material i creïs espurnes. Va ser molt emocionant». Una altra font d'inspiració prové d'un llibre que el seu pare li va regalar sobre la vida de Marie Curie. Ràpidament es va enamorar no només del treball de Curie, sinó també de la investigació realitzada pel seu marit Pierre Curie, que Dağdeviren considera el seu «amor científic». Pierre i el seu germà Jacques van descriure per primera vegada la piezoelectricitat l'any 1880, un concepte que després servirà com a motor de molts dels projectes i aplicacions de Dağdeviren.
Dağdeviren va declarar en una entrevista que a més del llibre sobre la vida i obra de Curie, un altre dels llibres que la va impulsar a ser científica va ser el de les memòries del físic teòric turc, Erdal İnönü (1926-2007), Anılar ve Düşünceler (Records i Pensaments). També s'inspira en Rumi, un poeta persa del segle xiii que va practicar el sufisme, un moviment per comprendre l'Univers sota el prisma de la sensació, la bellesa i l'amor, així com la cura per la integritat, la dignitat i la sinceritat.
Finalment, al cor de la seva obra hi ha la pròpia família de Dağdeviren. Una de les primeres fonts d'inspiració va ser conèixer el seu avi, que va morir d'insuficiència cardíaca quan ella tenia 28 anys. Fins i tot quan era jove, es va prometre a si mateixa que algun dia crearia tecnologia que descodificaria i controlaria problemes de salut similars per honrar la seva memòria.

## Educació i carrera acadèmica
Canan Dağdeviren va estudiar enginyeria física a la Universitat Hacettepe d'Ankara i es va graduar el 2007. Va obtenir un màster en ciències a la Universitat Sabancı d'Istanbul i va guanyar una beca Fulbright per estudiar als Estats Units d'Amèrica. Amb aquesta beca, va optar per dur a terme investigacions en ciència i enginyeria de materials a la Universitat d'Illinois a Urbana Champaign, on es va centrar a explorar tècniques de patronatge i crear sistemes biomèdics piezoelèctrics. Aquí, un dels projectes que va desenvolupar va ser un recol·lector d'energia adaptable i piezoelèctric que converteix l'energia mecànica dels moviments interns dels òrgans en energia elèctrica per alimentar dispositius mèdics. És suau i flexible i s'adapta al cor així com a altres teixits tous. Aquesta tecnologia podria allargar la vida de la bateria de l'electrònica implantada o eliminar la necessitat de reemplaçar la bateria, estalviant als pacients operacions repetides i el risc de complicacions quirúrgiques. L'agost de 2014 es va doctorar. El seu assessor va ser John A. Rogers, i el títol de la seva tesi doctoral va ser Ferroelectric/Piezoelectric Materials Flexible/Stretchable/Wearable/Implantable Sensors, Actuators, Mechanical Energy Harvesters, Transducers, Microfabrication (Materials ferroelèctrics/piezoelèctrics, sensors flexibles/estirables/portables/implantables, actuadors, recol·lectors d'energia mecànica, transductors, microfabricació).
Després, Dağdeviren va anar a Cambridge, Massachusetts, per convertir-se en Junior Fellow a la Society of Fellows de la Universitat Harvard, la primera científica turca de la història de la Harvard Society a fer-ho, així com investigador postdoctoral associat al Koch Institute for Integrative Cancer Research del MIT. El seu assessor postdoctoral va ser el professor de l'Institut MIT Robert S. Langer.
Dağdeviren es va incorporar a la facultat del MIT com a professora ajudant el 2017. Imparteix un curs sobre dispositius adaptables cada semestre, i també fa d'assessora de primer any.
Recentment, va ser convidada a presentar-se a la comunitat World.Minds al simposi anual només per invitació a Zúric, Suïssa. Les seves investigacions i èxits més recents es resumeixen a la seva xerrada World.Minds.

## Projectes i publicacions

### YellowBox
La YellowBox és una sala neta utilitzada per Conformable Decoders al MIT Media Lab, que Dağdeviren va dissenyar i construir des de zero l'any 2017. Quan era estudiant de doctorat, es va prometre a si mateixa que si mai tenia l'oportunitat de construir el seu propi espai, seria físicament transparent perquè qualsevol que passi per aquí tingués la capacitat d'observar, prendre notes i aprendre d'ella sense necessitat de cap permís especial. Aquesta inclusió forma part del que fa de YellowBox un entorn científic tan únic.

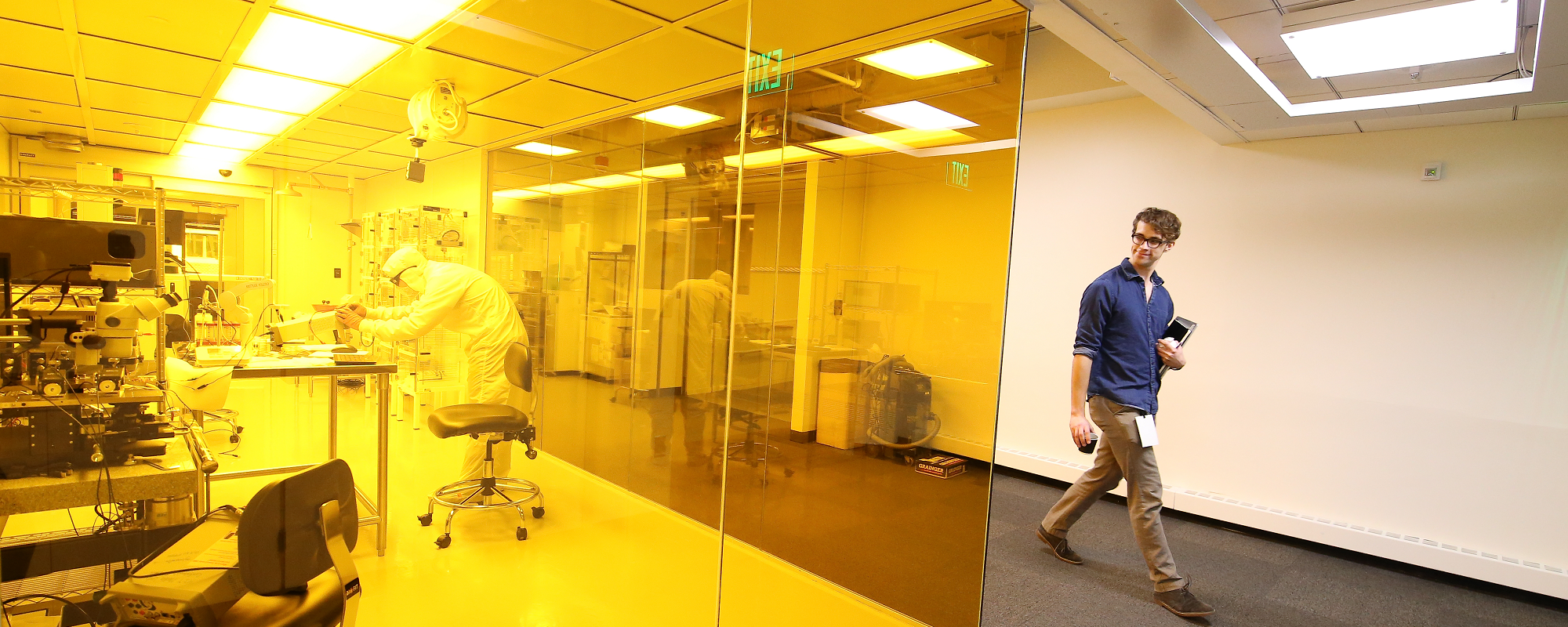
YellowBox

Un altre aspecte únic de YellowBox és que s'organitza mitjançant la metodologia 5S. 5S és un sistema que utilitza cinc pràctiques orientadores per organitzar un espai de treball amb eficiència i eficàcia: Sort (classificar), Set in Order (ordenar), Shine (netedat), Standardize (estandaritzar), i Sustain (manteniment). Essencialment, 5S és una metodologia organitzativa que utilitza etiquetes visuals, codificades per colors en funció de la funcionalitat, per organitzar els espais i augmentar la seguretat, identificant perills potencials i informació sobre procediments.
Com a resultat d'aquest sistema altament organitzat i eficient, YellowBox va aconseguir una certificació Green Labs per part de Environmental Health & Safety (EHS) el 2017, el primer laboratori d'investigació del MIT Media Lab que va rebre aquesta designació des de la seva fundació el 1985. Recentment, Dağdeviren va publicar un article a Advanced Intelligent Systems on descrivia l'experiència del seu grup amb més eficiència, com a resultat dels principis de la Metodologia 5S.

### Recol·lectors piezoelèctrics d'energia adaptables(PZT MEH)
El 2014, Dağdeviren i el seu equip van desenvolupar recol·lectors piezoelèctrics d'energia mecànica adaptables, que s'han descrit com a «dinamos humans mecànicament invisibles».

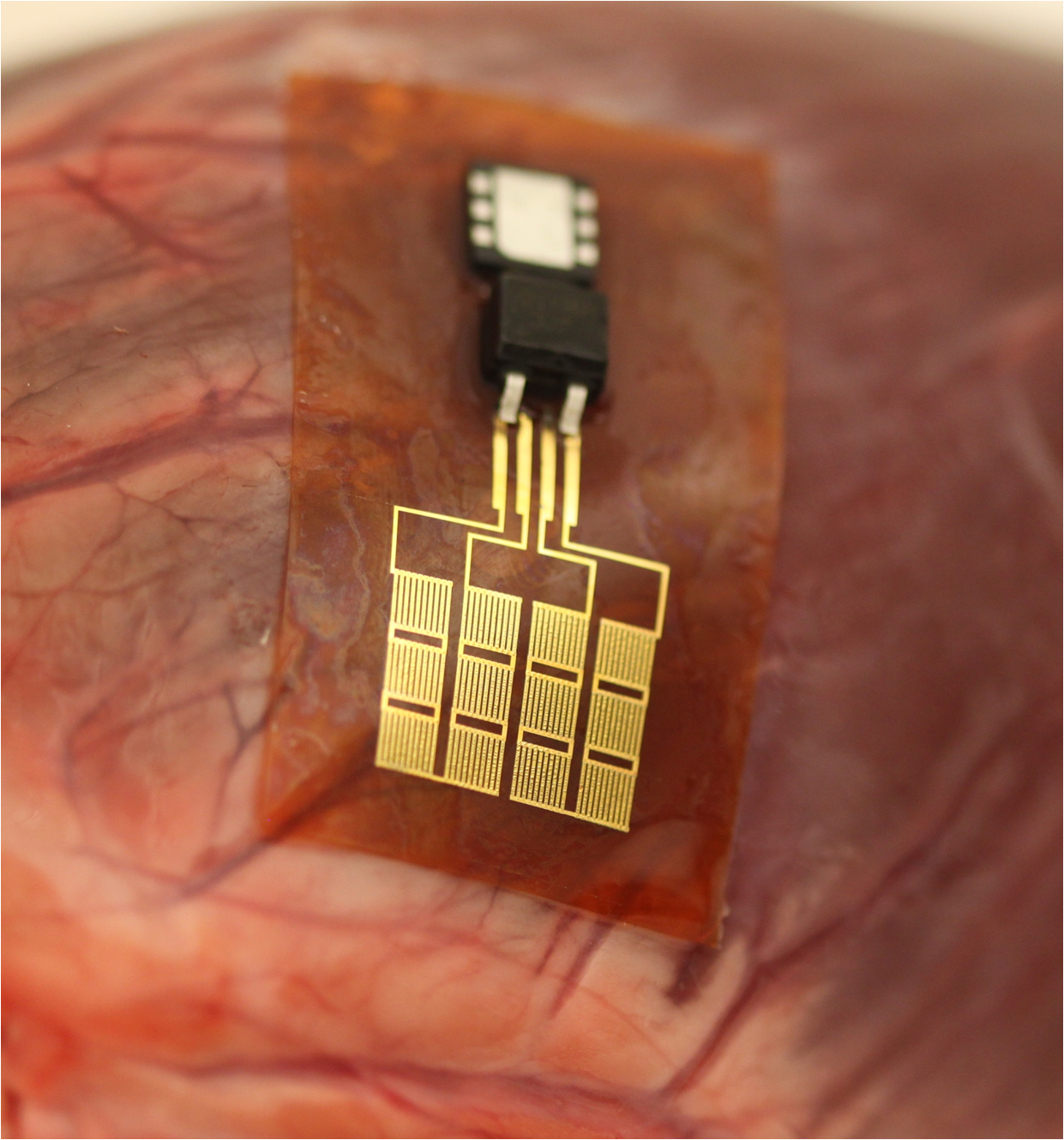
PZT MEH (Conformal Piezoelectric Mechanical Energy Harvesters)

Aquest projecte pretén desenvolupar pegats piezoelèctrics adaptables integrats en peces de vestir personals per extreure energia dels moviments corporals, com ara el moviment dels braços, els dits i les cames. En el futur, aquest treball podria millorar la qualitat de vida de les persones i, potencialment, proporcionar energia respectuosa amb el medi ambient. Com que aquests recol·lectors d'energia funcionen amb el moviment humà en lloc de l'energia de la bateria, es podria eliminar la necessitat de substitucions i procediments quirúrgics d'alt risc/alt cost per canviar les bateries esgotades.

### Dispositius piezoelèctrics flexibles per a la detecció de la motilitat gastrointestinal(PZT GI-S)
El 2017 es va publicar el projecte MON GI-S (essencialment «un Fitbit per a l'estómac»). Dağdeviren i col·laboradors van dissenyar un dispositiu piezoelèctric flexible i ingerible que detecta la deformació mecànica dins de la cavitat gàstrica. Van demostrar les capacitats del sensor tant en models gàstrics simulats in vitro com ex vivo, van quantificar els seus comportaments clau al tracte gastrointestinal mitjançant modelització computacional, i van validar la seva funcionalitat en porcs desperts i deambulants.

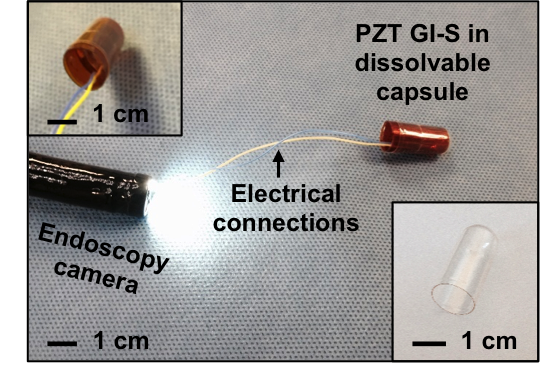
PZT GI-S (Flexible Piezoelectric Devices for Gastrointestinal Motility Sensing)

El dispositiu de prova de concepte pot conduir al desenvolupament de dispositius piezoelèctrics ingeribles que puguin detectar amb seguretat variacions mecàniques i recollir energia mecànica dins del tracte gastrointestinal per al diagnòstic i tractament de trastorns de la motilitat, així com per controlar la ingestió en aplicacions bariàtriques.

### Sistema neuronal miniaturitzat per a l'administració local de fàrmacs intracerebrals(MiNDS)
El 2018, Dağdeviren i el seu equip van desenvolupar un sistema de lliurament de fàrmacs neuronals miniaturitzat implantable, controlable remotament, que permet l'ajust dinàmic de la teràpia amb una precisió espacial precisa. Els avenços recents en medicaments per als trastorns neurodegeneratius estan ampliant les oportunitats per millorar els símptomes debilitants que pateixen els pacients.

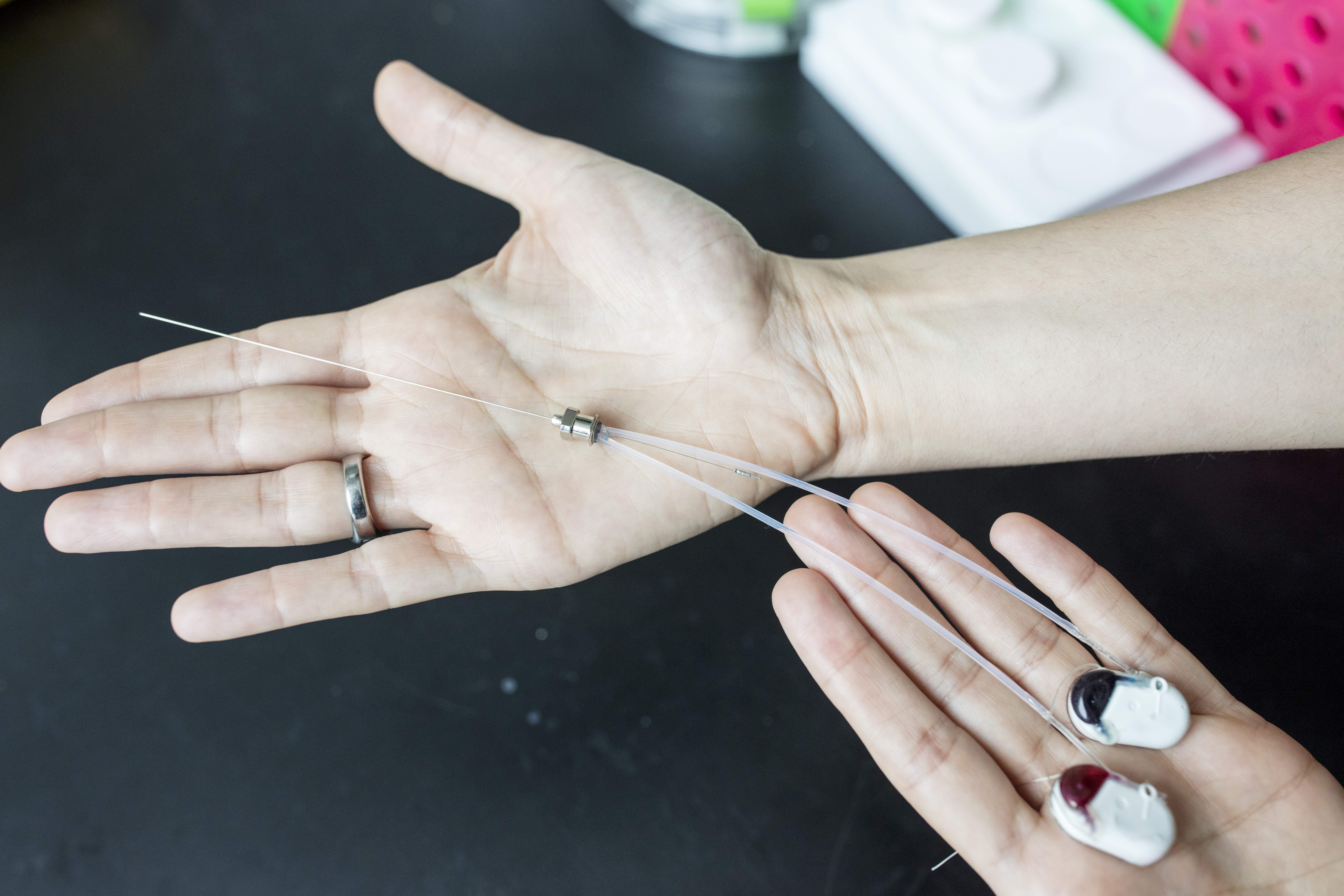
MiNDS (Miniaturized Neural System For Chronic, Local Intracerebral Drug Delivery)

Els tractaments farmacològics existents, però, sovint es basen en l'administració sistèmica de fàrmacs, que donen lloc a una àmplia distribució de fàrmacs i el consegüent augment del risc de toxicitat. Atès que molts circuits neuronals clau tenen volums per sota de mil·límetres cúbics i característiques específiques de la cèl·lula, és essencial l'administració de fàrmacs de petit volum a les zones cerebrals afectades amb una difusió i una fuita mínima. Dağdeviren i el seu equip demostren que aquest dispositiu pot modular químicament l'activitat neuronal local en models d'animals petits (rosegadors) i animals grossos (primats no humans), alhora que permeten registrar l'activitat neuronal per permetre el control de la retroalimentació

### Roba electrònica adaptable(E-TeCS)
El 2020, Dağdeviren i el seu equip van crear una roba electrònica adaptable a mida (E-TeCS) per realitzar una detecció fisiològica multimodal a gran escala (temperatura, freqüència cardíaca i respiració) in vivo.

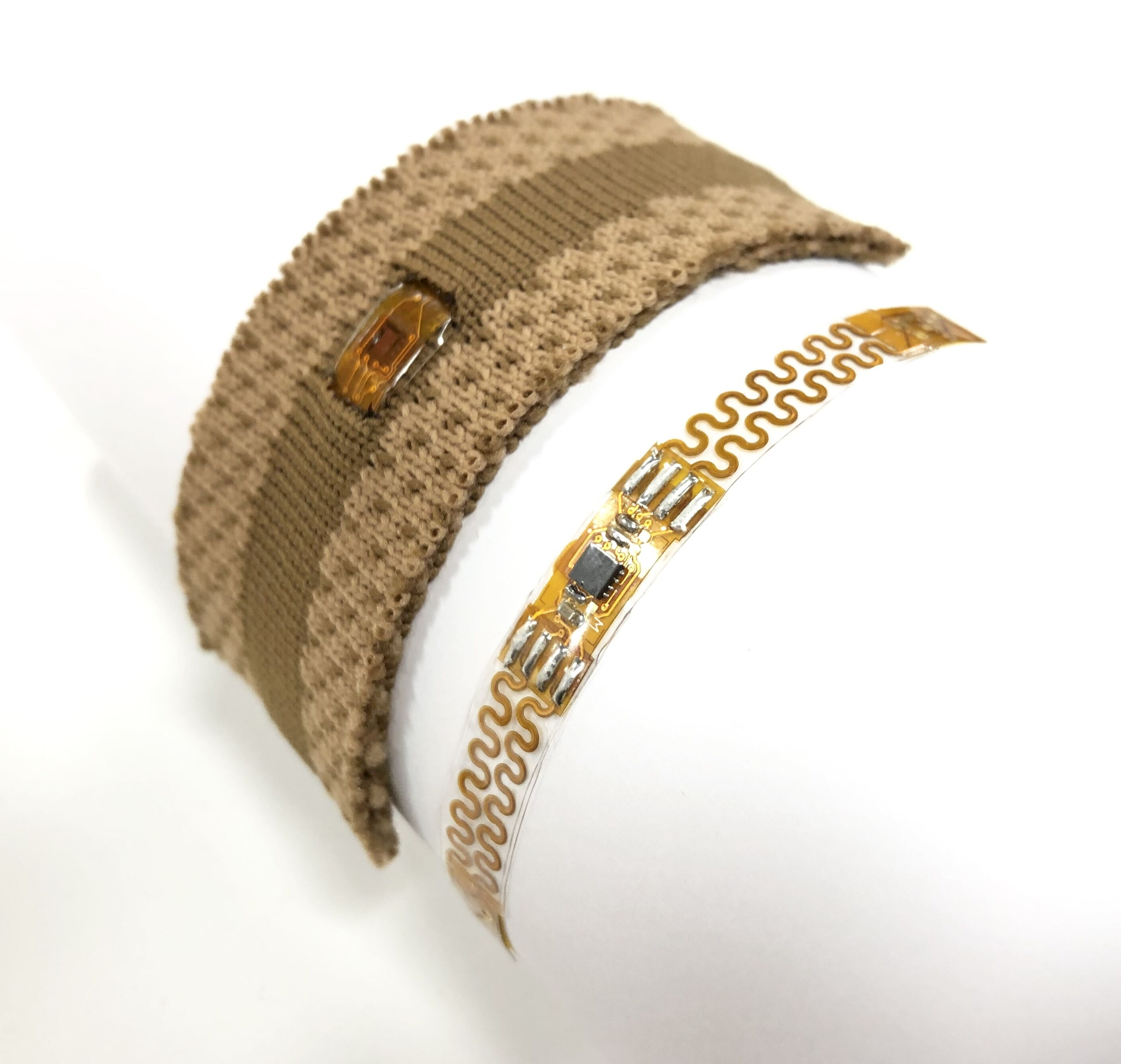
E-TeCS (Electronic Textile Conformable Suit)

El ràpid avenç dels dispositius electrònics i les tecnologies de fabricació ha promogut encara més el camp de les robes i els teixits intel·ligents. Tanmateix, la majoria dels esforços actuals en electrònica tèxtil se centren en una sola modalitat i cobreixen una petita àrea. E-TeCS presenta una nova plataforma de xarxes de sensors distribuïts modulars i adaptables (és a dir, flexibles i extensibles) que es poden incrustar en teixits digitalment. Aquesta plataforma es pot personalitzar per a diverses formes, mides i funcions mitjançant tècniques de fabricació tèxtil i patrons de peces estàndard, accessibles i d'alt rendiment.

### Sensor d'extrapolació del codi facial adaptable(cFaCES)
El 2020, Dağdeviren va anunciar el disseny i les proves pilot d'un sistema integrat per descodificar les tensions facials i per predir la cinemàtica facial, anomenat cFaCES. El sistema consisteix en pel·lícules piezoelèctriques primes adaptables i fabricables en massa per al mapatge de deformacions; modelització multifísica per analitzar les interaccions mecàniques no lineals entre el dispositiu adaptables i l'epidermis; i correlació d'imatges digitals tridimensionals per reconstruir superfícies de teixit tou sota deformacions dinàmiques, així com per informar el disseny i la col·locació del dispositiu.

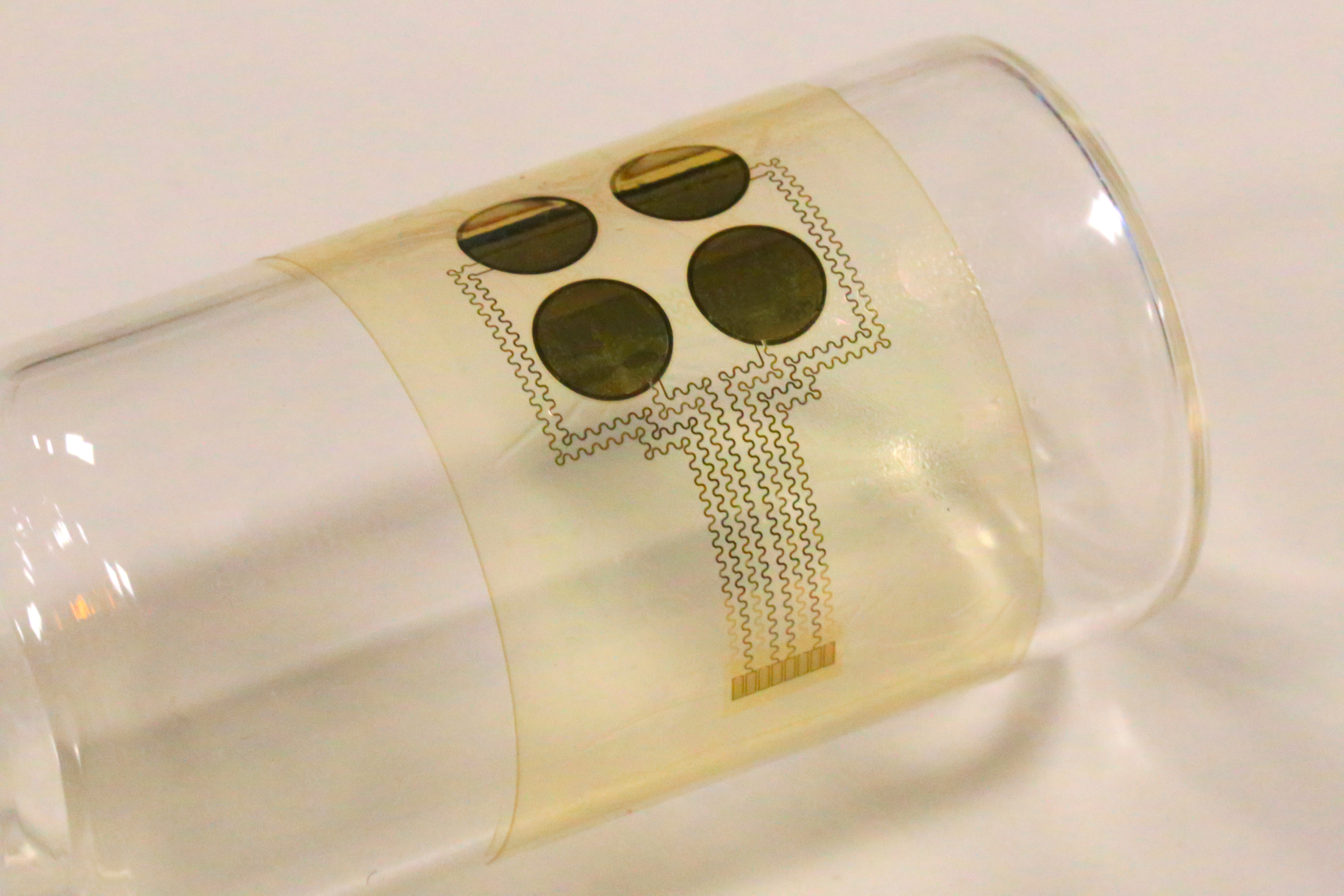
cFaCES (Conformable Facial Code Extrapolation Sensor)

En individus sans i en pacients amb esclerosi lateral amiotròfica (ELA), es demostra que les pel·lícules piezoelèctriques primes, juntament amb algorismes per a la detecció i classificació en temps real de diferents signatures de deformació de la pell, permeten la descodificació fiable dels moviments facials.

### Mascareta sensorial adaptable(cMaSK)
En resposta directa a la pandèmia de COVID-19, l'equip de Dağdeviren va desenvolupar una innovadora mascareta sensorial multimodal adaptable (cMaSK) que es pot integrar amb mascaretes comercials per controlar els senyals relacionats amb malalties infeccioses, condicions ambientals i estat de desgast. La geometria fina i adaptable del sistema de detecció cMaSK permet que s'apliqui a diversos tipus de mascaretes sense preocupacions de deteriorament del rendiment, tal com demostren les proves d'ajust de la mascareta. El cMaSK pot controlar senyals biològics crítics, com ara la freqüència respiratòria, la tos, la temperatura de la pell i l'ajust de la mascareta amb alta precisió mitjançant l'anàlisi de senyals de la pressió de l'aire, la humitat i la temperatura. El cMaSK proporciona una plataforma per al desenvolupament de sistemes intel·ligents de la mascareta que poden proporcionar comentaris en temps real i poden ajudar els usuaris de manera activa a optimitzar l'ajust de la mascareta.

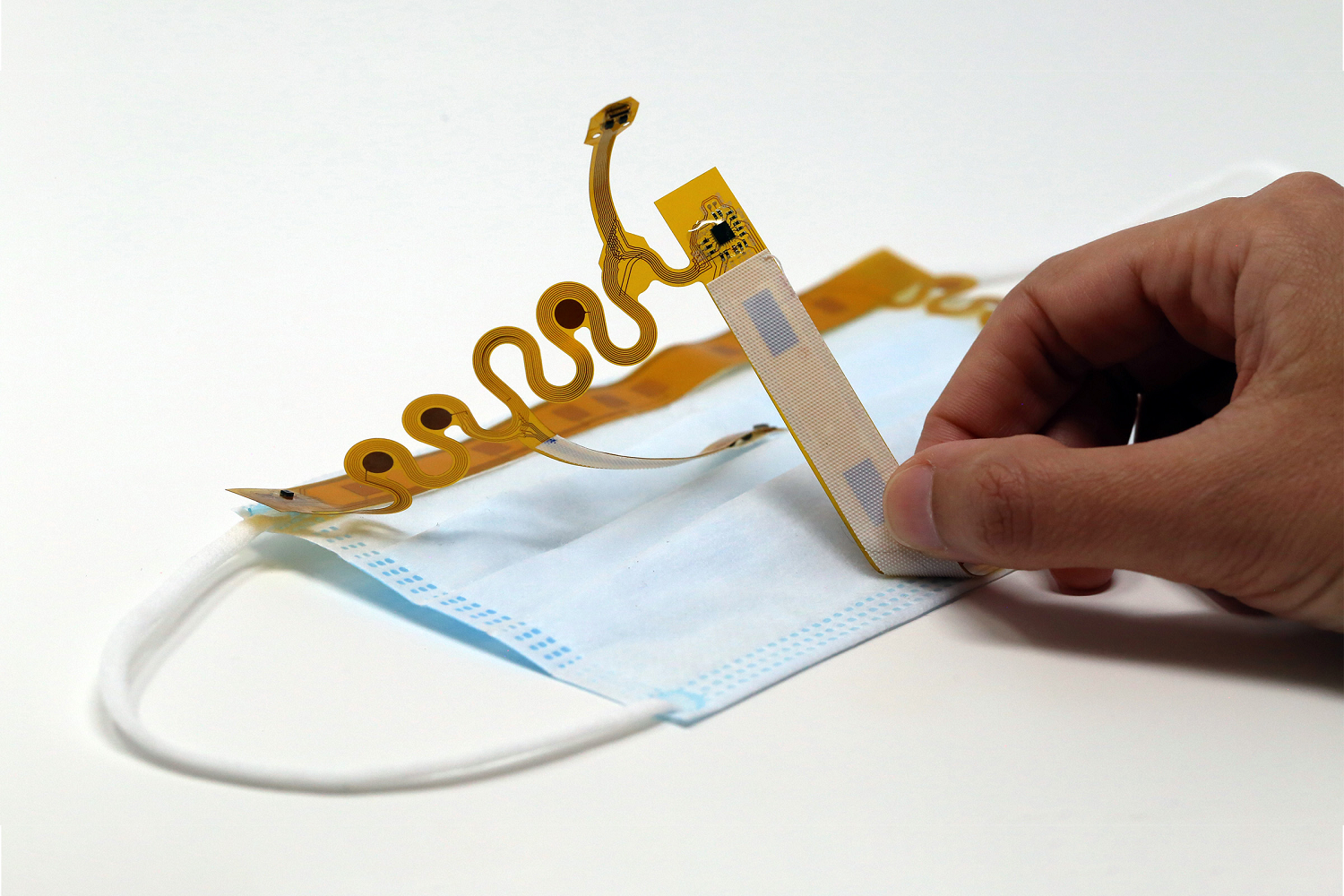
cMaSK (Conformable Sensory Facemask)

El treball de Dağdeviren ofereix una eina de recerca modular i personalitzable per estudiar les tecnologies mediambientals i sanitàries en condicions del món real on el comportament humà pot afectar el rendiment, aprofundint així la nostra comprensió dels comportaments de portar mascaretes i les implicacions derivades per a la salut humana. Aquesta investigació, publicada a la portada de Nature Electronics l'any 2022, va ser concebuda, executada i publicada en un període d'un any, demostrant la capacitat de Canan per respondre i dirigir un projecte fins a la seva finalització d'una manera altament competitiva a temes de recerca crítics i sensibles al temps.

### Pegat d'ultrasò adaptable(cUSP)
El lliurament de fàrmacs transdèrmics induïts per ultrasons (fonoforesi) ha perdurat durant molt de temps en els carrils secundaris de la investigació acadèmica i industrial i no ha aconseguit un èxit comercial tangible. Tot i que el lliurament localitzat i sense agulles de fàrmacs és una perspectiva emocionant, l'equip voluminós i que consumeix energia i els llargs temps d'exposició no justifiquen els resultats altament variables i dependents de l'operador en els efectes de millora de la permeabilitat observats in vivo. El 2023, l'equip de Dağdeviren va informar d'un pegat adaptable (cUSP) amb elements piezoelèctrics incrustats per proporcionar ultrasons d'exposició curta (10 minuts) i augmentar 26,2 vegades el transport de niacinamida a la dermis.

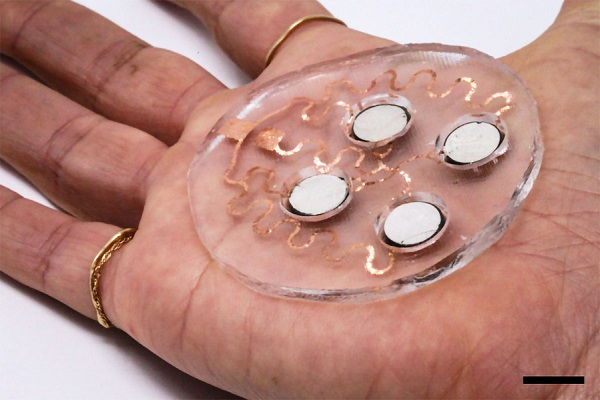
cUSP (Conformable Ultrasound Patch)

El sistema final està empaquetat en un factor de forma compacte sobre un substrat de polímer flexible que es pot aplicar a la pell facial per ajudar a la penetració sense mans dels cosmecèutics (productes cosmètics amb ingredients bioactius que se suposa que tenen beneficis mèdics) populars. La facilitat d'ús i l'alta repetibilitat que ofereix el sistema proposat ofereix una alternativa innovadora als pacients i consumidors que pateixen afeccions cutànies i envelliment prematur de la pell. L'últim invent de Dağdeviren, cUSP, ha sigut la portada del número de juny d'Advanced Materials i també ha aparegut a la sèrie Rising Stars. La sèrie Rising Stars té la intenció de celebrar la diversitat de les comunitats científiques internacionals a les quals serveixen aquestes revistes de primer nivell recopilant articles de recerca destacats sobre estudis conceptualitzats i supervisats per investigadors reconeguts d'inici de carrera d'arreu del món.

### Pegat d'ultrasò adaptable a la mama(cUSBr-Patch)per a l'exploració i la imatgeria de teixits profunds
Més recentment, Dağdeviren ha creat un repertori impressionant de projectes en tecnologies d'ultrasons portàtils, tant per a la detecció com per a l'actuació publicats a Science Advances. Les modalitats d'ultrasons han gaudit d'una llarga tradició de ser lliures de radiació, segures i efectives en els teixits humans, però el disseny, el factor de forma i el cost de les tecnologies d'ultrasons no han canviat respecte a la seva encarnació original de la «vareta» manual de la dècada del 1970. Democratitzar aquesta tecnologia, fent-la més barata, millor, més accessible i «portàtil», té el potencial de revolucionar la qualitat i la quantitat de dades mèdiques disponibles per al diagnòstic precoç de la malaltia. En particular, no és factible que els transductors actuals dels Estats Units d'Amèrica realitzin una reconstrucció precisa d'imatges en àrees grans i corbes. El pit de les dones presenta un repte particular, ja que la seva geometria i deformabilitat són molt variables no només entre subjectes sinó també en diferents moments i edats dins d'un subjecte determinat. Tenint un alt risc de càncer de mama, Canan ha assumit aquest repte dins del seu pas per desenvolupar una tecnologia d'ultrasò portàtil per a imatges longitudinals de teixits o lesions mamàries tant amb finalitats de diagnòstic com de detecció precoç del càncer i per servir com una nova finestra no invasiva a el comportament biològic d'un tumor de mama. Amb el suport dels premis NSF CAREER i 3M No-Terened Faculty que va rebre per aquest treball, el seu objectiu és fer contribucions científiques i de lideratge substancials al camp emergent de les eines de biodetecció àmpliament desplegades, alhora que aconsegueix una comprensió més àmplia dels teixits tous en un manera col·lectiva i sistemàtica per millorar la salut humana.
L'última investigació de Dağdeviren compta amb un pegat de mama suau i portàtil per a la detecció precoç del càncer de mama, inspirat en la seva difunta tia que va morir a causa d'un càncer de mama. El dispositiu permet l'adquisició d'imatges estandarditzades i reproduïbles a tot el pit amb menys dependència de la formació de l'operador i la compressió del transductor aplicada. Un pegat en forma de bresca d'abelles inspirat en la natura combinat amb un transductor de matriu en fase unidimensional (1D) està guiat per un rastrejador fàcil d'operar que proporciona una exploració de teixits profunds d'una gran àrea i una capacitat d'imatges multiangle de mama. Els resultats del dispositiu s'han validat creuant amb una sonda d'ultrasons comercial i actualment el treball està en revisió a Nature Electronics. El dispositiu té el potencial d'introduir interfícies que permetin característiques de nova generació de tecnologies portàtils, com ara un seguiment precís i autònom de teixits tous per a imatges en 3D i estratègies d'aprenentatge automàtic per detectar la progressió del tumor de mama a costos competitius fora d'un entorn clínic.

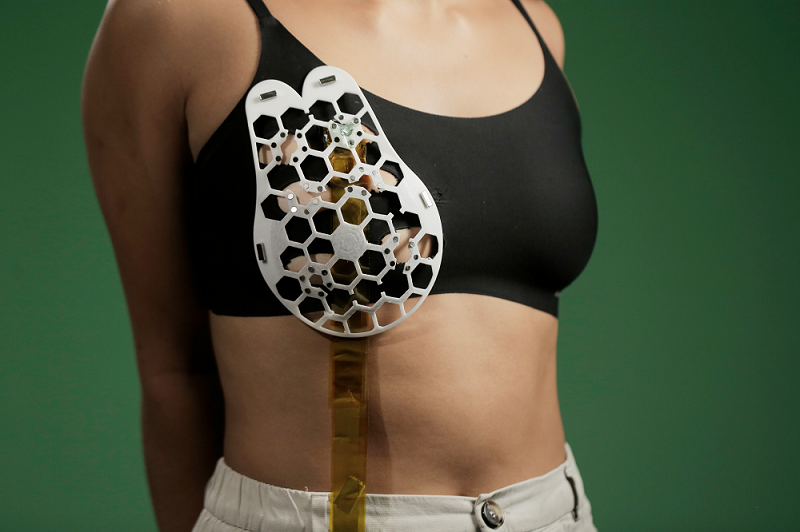
cUSBr-Patch (Conformable Ultrasound Breast Patch)

Els resultats preliminars de la seva investigació sobre el pegat del mama ja han obtingut una tracció valuosa tant dins com fora de la comunitat acadèmica. El 2021, Canan va ser seleccionada per al MIT Future Founders Prize Competition, que està dissenyat per donar suport a les millors dones emprenedores del MIT. Dağdeviren es va convertir en finalista i va rebre 100.000 dòlars pel seu invent.

## Exposicions

### The Bees of Science
El juny de 2019, Dağdeviren va combinar mitjans de comunicació, art i ciència per crear una exposició que es va presentar al vestíbul del MIT Media Lab durant 8 mesos. L'exposició mostrava el treball dels seus alumnes i es titulava The Bees of Science (Les abelles de la ciència).

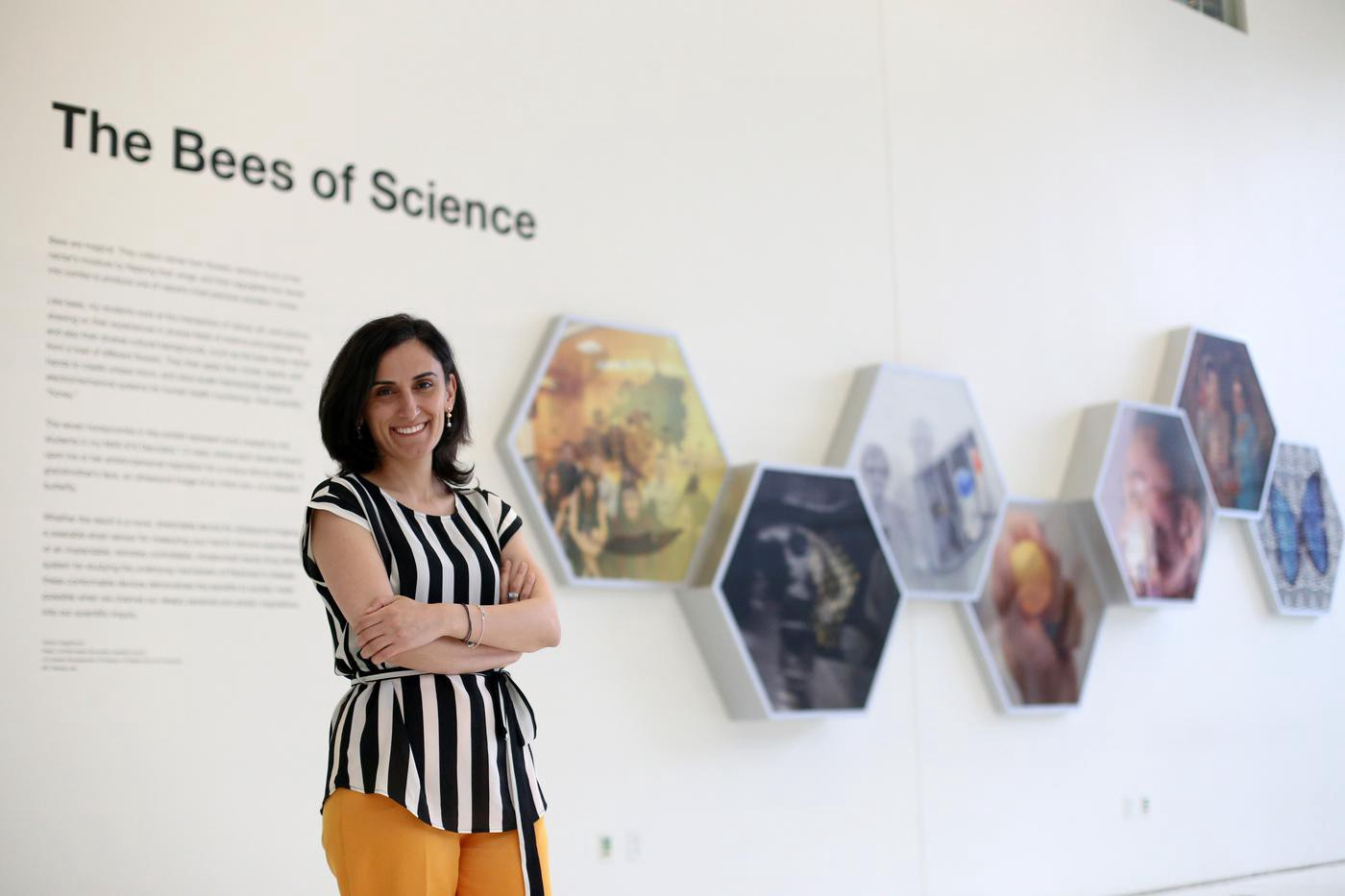
The Bees of Science

En una publicació al seu blog, va explicar: «Com les abelles, els meus estudiants treballen a la intersecció de la natura, l'art i la ciència, aprofitant tant les seves experiències en diversos camps de la ciència i l'enginyeria com els seus orígens culturals diversos, de la mateixa manera que les abelles treuen nèctar d'una gran quantitat de flors diferents. A continuació, apliquen les seves ments, cors i mans per crear sistemes electromecànics adaptables mecànicament a micro i nanoescala únics per al control de la salut humana: la seva 'mel' científica».

## Premis i honors
El 2014, Dağdeviren es va convertir en la primera científica turca a ser elegida com a Junior Fellow de la Universitat Harvard.
El 2015, MIT Technology Review la va nomenar entre els «35 millors innovadors menors de 35 anys» (categoria d'inventor) i la revista Forbes la va seleccionar com una dels «30 millors menors de 30 anys en ciència». L'any següent va rebre molts honors, com ara ser nomenada Ciutadana Dotada per Ciudad de las Ideas de Puebla, Mèxic, i el Spotlight Health Scholar per Aspen Institute. Va ocupar el primer lloc a la categoria d'innovació mèdica de deu joves destacats del món (TOYP) per la Jove Cambra Internacional (JCI) i va rebre el 2017 el premi de delegada d'innovació i tecnologia de l'American Academy of Achievement Award. Dağdeviren també va rebre el premi Science and Sci Life per a joves científics en la categoria de medicina translacional per Science/AAAS and SciLifeLab, i va assistir a la cerimònia del Premi Nobel a Estocolm, Suècia.
Des que van començar la seva posició actual al MIT Media Lab, Dağdeviren i els seus estudiants van publicar un article «Towards personalized medicine: the evolution of imperceptible healthcare technologies» (Cap a la medicina personalitzada: l'evolució de tecnologies sanitàries imperceptibles), publicat al número de novembre de 2018 de Foresight, una revista d'estudis futurs, pensament estratègic i política. L'article va ser seleccionat pel consell editorial de la revista com a article destacat per als premis Emerald Literati 2019.
El 2019, Dağdeviren va ser guardonada amb el premi Científic prometedor de la Universitat Kadir Has, i reconeguda a Fortune Turkey al «40 Under 40». També va ser nomenada com una dels «87 enginyers joves més brillants» dels Estats Units d'Amèrica per l'Acadèmia Nacional d'Enginyeria (NAE) i va participar en el 25è Simposi anual de Fronteres d'Enginyeria dels Estats Units d'Amèrica (USFOE) de la NAE.
L'abril de 2021, Dağdeviren va ser guardonat amb dos premis: el premi del Programa de Desenvolupament de la Carrera Inicial (CAREER) de la Facultat de la National Science Foundation 2021 i el premi 3M No-Tenured Faculty. El premi CAREER donarà suport a la investigació de Dağdeviren sobre piezoelèctrics adaptables per a la imatgeria de teixits tous. El premi 3M reconeix els nous professors destacats que van ser nominats pels investigadors de 3M i seleccionats en funció de la seva recerca, experiència i lideratge acadèmic. Dağdeviren va assenyalar que la combinació d'aquests dos premis és significativa, perquè li permetran «fer contribucions científiques i de lideratge substancials al camp emergent de les eines de biodetecció àmpliament desplegades, i aconseguir una comprensió més àmplia dels teixits tous d'una manera col·lectiva i sistèmica. per millorar la salut humana».
El novembre de 2023, Canan Dağdeviren ser nomenada a la llista de les 100 dones de la BBC.

## Mitjans de comunicació
El treball de Dağdeviren s'ha presentat a molts mitjans de comunicació, com ara The Washington Post, IEEE Spectrum, Forbes, Discover Magazine, MedGadget, Stat News, Nature Materials, AP News, entre d'altres.

### UN talk
A més del seu treball en els camps de la ciència dels materials i l'enginyeria, Dağdeviren busca inspirar una propera generació de joves científics, específicament dones joves que segueixen carreres STEM. Utilitza les xarxes socials com a eina per connectar amb ments joves de tot el món, específicament a través dels seus comptes de 𝕏, Instagram i Facebook.
El febrer de 2018, va ser convidada a parlar a l'esdeveniment Women in Science in Diplomacy for Sustaining Peace and Development (Dones a la ciència en la diplomàcia per mantenir la pau i el desenvolupament) com a part de la celebració del Dia Internacional de les Dones i les Nenes en la Ciència a les Nacions Unides.
Des del 2015, ha participat en nombrosos panells de Women in Science and Engineering (WISE) a tot el món i en diverses activitats de divulgació dirigides a dones.

### Blog
A Dağdeviren li agrada compartir la seva visió personal de liderar un grup de recerca, ensenyar i treballar a YellowBox mitjançant publicacions de perspectiva al seu blog.

## Vida personal
En una entrevista, Dağdeviren va dir que es va inspirar per a la ciència en dos llibres; un llibre sobre la vida i obra de la física i química polonesa-francesa, dues vegades guanyadora del premi Nobel, Marie Curie (1867–1934) i del físic teòric turc Erdal İnönü (1926–2007), el llibre dels seus records (Anılar ve Düşünceler).
També troba una gran inspiració en Rumi, un poeta persa del segle xiii que va practicar el sufisme, un moviment per entendre l'Univers sota les lents de la sensació, la bellesa i l'amor, així com tenir cura de la integritat, la dignitat i la sinceritat.